# Żowte (obwód doniecki)
Żowte (ukr. Жовте) – wieś na Ukrainie, w obwodzie donieckim, w rejonie pokrowskim, w hromadzie Pokrowsk. W 2001 liczyła 103 mieszkańców.